# Cleonymia korbi
Cleonymia korbi là một loài bướm đêm trong họ Noctuidae.